# Ulpius Marcellus
Ulpius Marcellus est un jurisconsulte romain qui vivait sous Antonin le Pieux et sous Marc-Aurèle, au IIe siècle de notre ère.
Il fut propréteur de la Pannonie et remplit diverses autres charges importantes. Il composa de nombreux traités, et les Pandectes contiennent des fragments importants de ses ouvrages.

## Source
« Ulpius Marcellus », dans Pierre Larousse, Grand dictionnaire universel du XIXe siècle, Paris, Administration du grand dictionnaire universel, 15 vol., 1863-1890 [détail des éditions].